# Bảo tàng Đánh cá biển ở Niechorze
Bảo tàng Đánh cá biển ở Niechorze (tiếng Ba Lan: Muzeum Rybołówstwa Morskiego w Niechorzu) là bảo tàng ở làng Niechorze, thuộc huyện Gryficki, tỉnh Tây Pomerania, Ba Lan.

## Đôi nét về bảo tàng
Bảo tàng chính thức khánh thành vào ngày 11 tháng 6 năm 1994. Bảo tàng chuyên sưu tập và triển lãm các hiện vật có liên quan đến lịch sử, truyền thống và văn hóa đánh cá của tỉnh Tây Pomerania. Những hiện vật trưng bày thường trực tại bảo tàng thường bao gồm các thiết bị đánh cá, thiết bị định vị, hay những chiếc thuyền đánh cá do ngư dân địa phương quyên góp. Ngoài ra, bảo tàng còn tổ chức nhiều cuộc triển lãm tạm thời với các chủ đề đa dạng về đại dương.